# とちのきファミリーランド
とちのきファミリーランド（Tochinoki Family Land）は栃木県宇都宮市の栃木県総合運動公園内に所在する遊園地。県有地で外郭団体が運営する。1979年4月15日にオープン。入場料を徴収しないため、ショー観覧や子どもの付き添いなどで入場だけすることも可能である。アトラクションを利用する場合、正面入口の窓口でワンデーパスを購入するか、券売機にてチケットを購入する。
休園日は毎週火曜（祝日の場合は翌日）で設定されているが、春休みや盆休み、正月休みなど、天候不良時以外は無休となる。年末年始（12月29日から1月1日）は休園となる。
売店前広場では土日祝日や学校の休日に大道芸人、ローカルヒーロー、ローカルタレント、ローカルアイドル、近隣の音楽団体による観覧無料のショーが1日2回行われ、ショーによっては握手会や撮影会、体験教室なども行われる。

## アトラクション

### 現有アトラクション

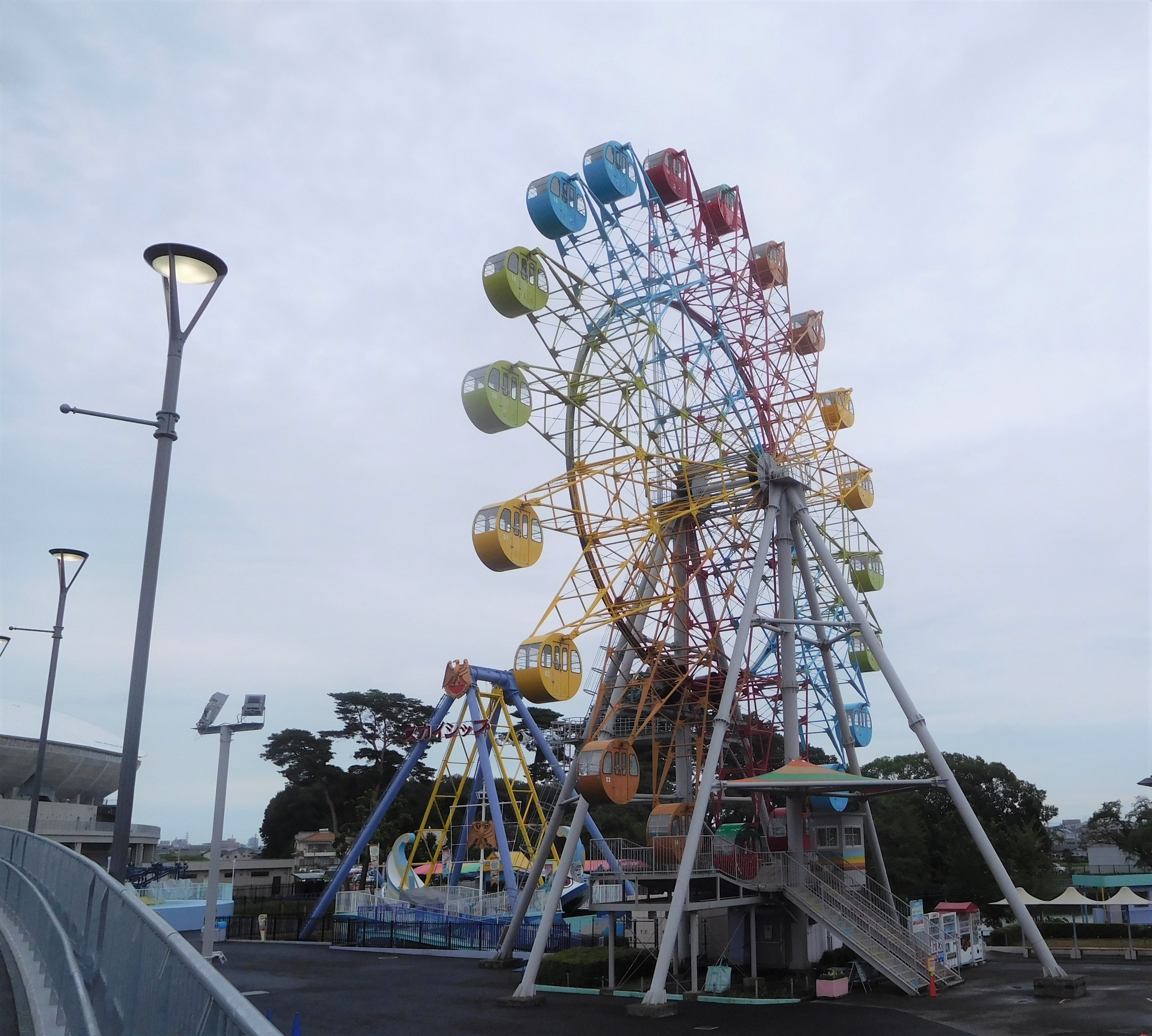
大観覧車

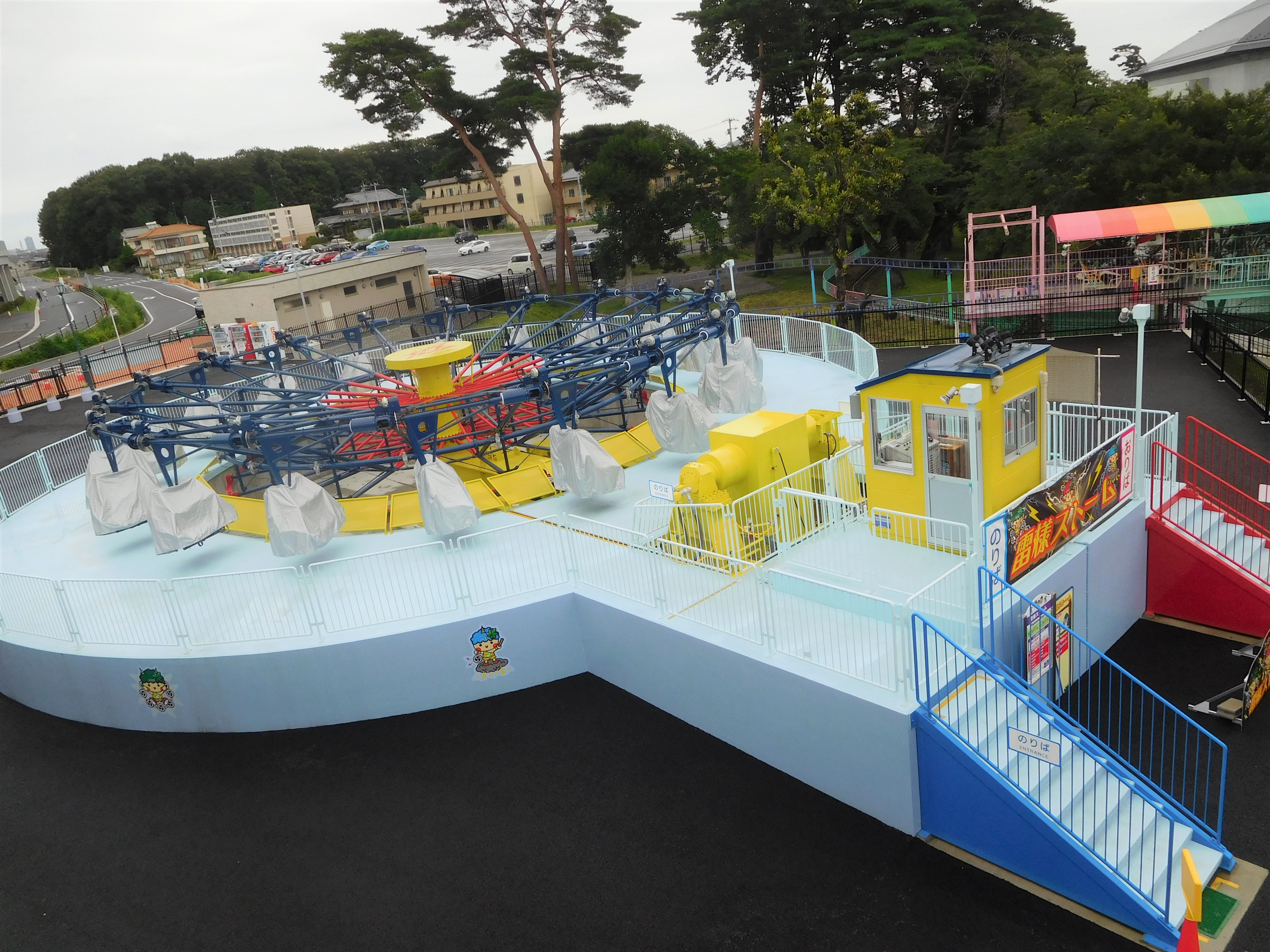
雷様ストーム

- ジェットコースター

全長713メートル。最高速度55キロから60キロ。定員36名。
2011年9月にリニューアルされ、JR東日本E5系新幹線をイメージしたものとなっており6両編成（JR東日本許諾済）。
- スカイシップ
- キッズウイング
- パラトルーパー
- メリーゴーランド
- バッテリーカー
- ちびっ子ハウス

- 大観覧車
- 豆汽車
- 空!行け!とちまる号

2016年3月9日（水曜日）正午Newオープン。
走路全長237m、所要時間：1周約5分、:定員4名（1ゴンドラ）。
- ナイアガラクルーザー

ラフティングのように急流にもまれるボートをイメージしているが、水が出るなどの演出はない。
- サイクルモノレール
- ボート

手漕ぎタイプのボートで、フリーパス利用不可。
- 雷様ストーム（読:らいさますとーむ）

2020年5月14日オープン。新型コロナウィルスの影響で、当初予定の同年4月15日から延期。

### 過去のアトラクション

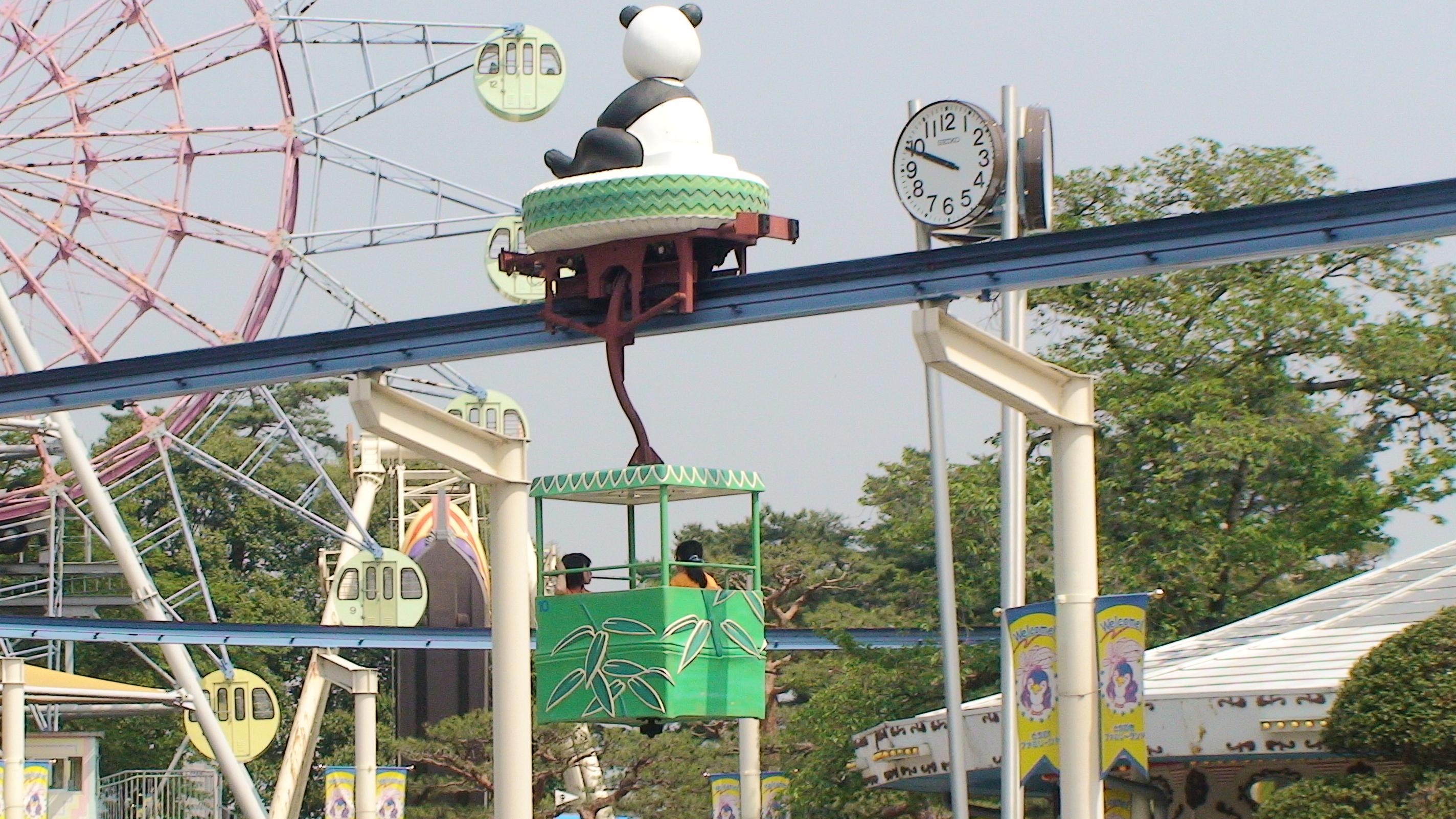
スカイパンダ（2010年）

- エアーファイター

キッズウイングにリニューアル
- スーパースイング
- スカイパンダ

空!行け!とちまる号にリニューアル
- ミラクルカー

現在のナイアガラクルーザーの場所。
1982年3月20日使用開始、全長230m、最高高さ5.5m、最高時速35kmのマッドマウス型コースター。
- フアフアアスレチック
- 蒸気機関車展示場

C58形蒸気機関車5号機が静態保存されていた。
総合スポーツゾーン整備により、2017年4月に、とちぎわんぱく公園へ移設された。
- ミニSL

蒸気機関車展示場で、上述のC58を囲むようにレールが敷かれていた。
C58が移設となるよりも前に営業終了された。

## 安全性

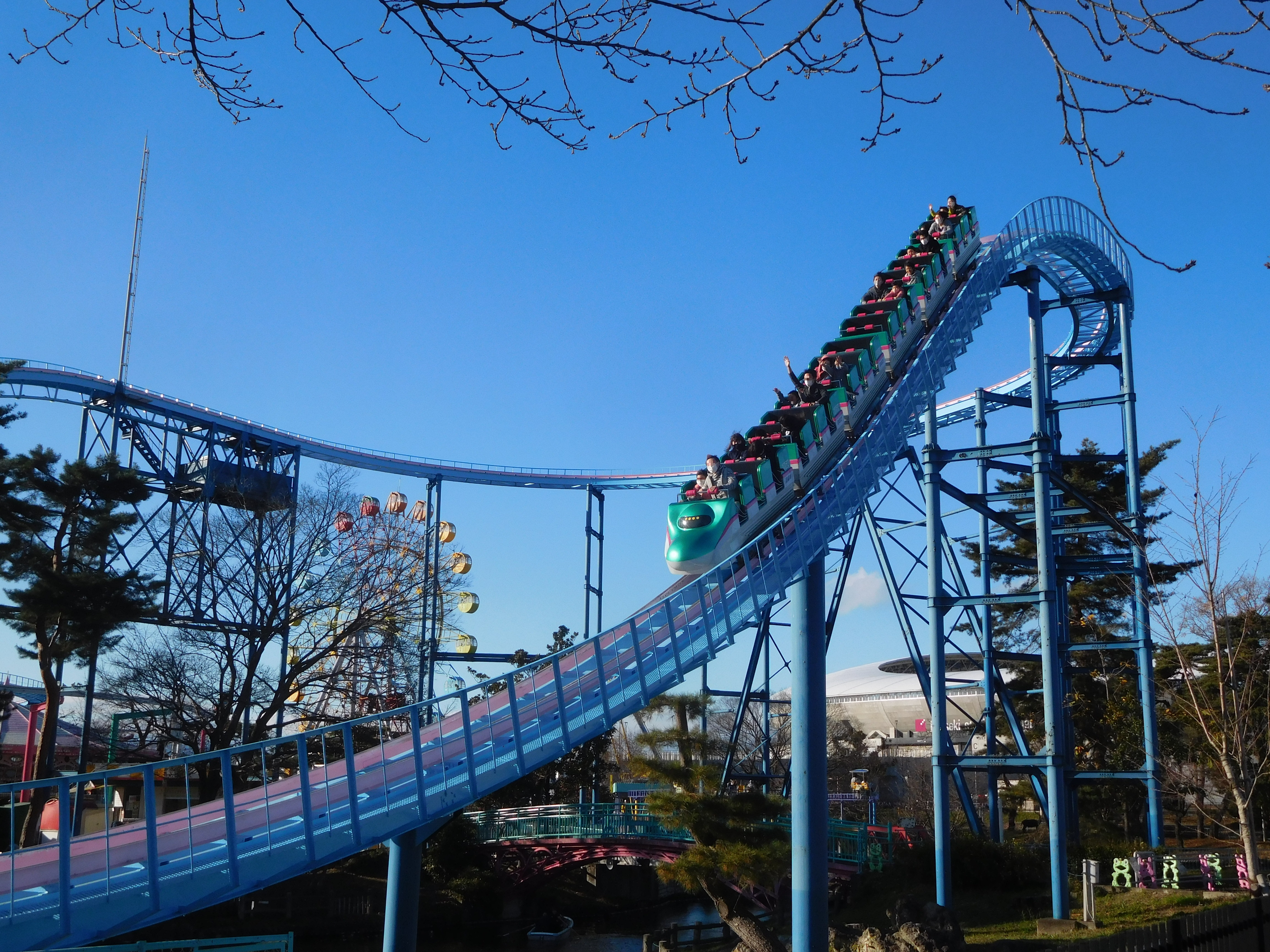
ジェットコースター

- 大阪府吹田市のエキスポランドジェットコースター脱輪事故後の毎日新聞の記事によれば、1日2回の定期点検を実施し、年4回ほど第三者の専門家による調査を依頼している。
- ジェットコースターは、冬季は運転開始が他のアトラクションより遅い11時からとなる他、低気温や強風が続く場合は終日運休となる[3]。
- 天候不良時は、天候回復した場合でも遊具施設の一部開園等はせず、終日全面休園となる。
- 売店前広場でのショーは、前日の時点で雨天予報が出ている時点で中止になる場合がある。

## 交通アクセス
- 東北自動車道鹿沼インターチェンジよりさつきロードを経由し約10分、北関東自動車道壬生インターチェンジより約15分
- 東武鉄道東武宇都宮線西川田駅下車徒歩10分
- JR東北本線（宇都宮線）雀宮駅より関東バス雀宮駅～さつき団地～西川田駅東口線を利用／「西川田五丁目」下車徒歩10分
- JR宇都宮駅、東武宇都宮駅より関東バス(31)江曽島線または(36)六道経由西川田東線を利用／「西川田東（終点）」下車徒歩3分